# Чайхана (село)
Чайхана́ (каз. Шәйхана) — село у складі Сариагаського району Туркестанської області Казахстану. Входить до складу Жилгинського сільського округу.
У радянські часи село називалось Кизилшайхана.
Населення — 307 осіб (2021; 298 у 2009, 362 у 1999, 328 у 1989).